# 古典力学の歴史
古典力学の歴史（こてんりきがくのれきし、History of classical mechanics）では、主にニュートン力学を中心とした、物体の運動と力に関する物理学/古典力学の歴史を解説する。
その歴史は非常に古く、紀元前の古代ギリシャ時代にまでさかのぼる。

## 解説

### 古代から中世まで
古典力学の起源は、紀元前4世紀のアリストテレスの理論に見られる。彼は「物体は力が加わり続けない限り運動しない」と考えていたが、これは現代の力学とは異なるものであった。
中世のイスラム世界では、アリストテレスの思想が研究され、一部修正された。学者たちは力と運動の関係について新たな視点を提示し、のちの発展に影響を与えた。

### ルネサンス期の進展
16世紀から17世紀にかけて、ガリレオ・ガリレイが実験と観察を通じて運動の法則を明らかにした。彼は慣性の概念や落体の法則を提唱し、近代科学の方法を確立した。

### ニュートンによる体系化
17世紀後半、アイザック・ニュートンが『プリンキピア』（1687年）を著し、古典力学を体系化した。彼は以下の三つの運動法則と万有引力の法則を示し、地上と天体の運動を統一的に説明した。
- 第1法則（慣性の法則）
- 第2法則（運動の法則）
- 第3法則（作用・反作用の法則）

これにより、自然界の運動現象を数学的に説明する枠組みが確立された。

### 18〜19世紀の発展
ニュートンの理論は、18世紀以降さらに発展し、オイラー、ラグランジュ、ハミルトンらにより、より洗練された数学的形式に整理された。特にラグランジュ力学やハミルトン力学は、後の理論物理学にも大きな影響を与えている。

### 20世紀以降の展開
20世紀に入り、相対性理論や量子力学の登場により、古典力学では説明できない現象が明らかとなった。しかし、古典力学は現在も、日常的なスケールの物理現象や工学・技術分野で不可欠な基礎理論として広く利用されている。